# Čabdin
Čabdin – wieś w Chorwacji, w żupanii zagrzebskiej, w mieście Jastrebarsko. W 2011 roku liczyła 139 mieszkańców.

## Historia
Osada została po raz pierwszy wspomniana jako farma w 1249 roku jako „terra Chebden”. W 1783 r. Pojawił się na mapie pierwszej ankiety wojskowej jako „Dorf Cserdin”. Należy do parafii św. Mikołaj w Jašce. Wieś liczyła 127 mieszkańców w 1857 r. I 194 w 1910 r. Przed Trianon należał do dzielnicy Jaskai w powiecie zagrzebskim. W 2001 r. Liczył 172 mieszkańców.